# Poesia trobadoresca
La poesia trobadoresca és un gènere literari que comprenia totes les composicions poètiques dels trobadors de la baixa edat mitjana (essencialment entre els segles XII i XIII) que es conreà sobretot als territoris occitans i catalans. L'èxit d'aquesta també influencià algunes regions veïnes propagant-se fins a la península Itàlica i a Galícia. És poesia culta composta en una llengua romànica, que reflectia els ideals de la societat feudal: guerra, honor i amor. Era poesia escoltada i recitada per trobadors i joglars en realització trobadoresca. La llengua principal en la que es componia era l'occità antic, però no en cap dialecte, sinó en una llengua literària acceptada, semblant a un koiné.

## Història
Aquest gènere s'anomena així pel nom dels autors, els trobadors, que alhora ve del verb trobar (inventar). Les atestacions més antigues que es tenen dels trobadors daten del 1138. Els trobadors pertanyien en general al grup social de la noblesa o tenien una condició social més elevada. No necessiten utilitzar les seves facultats artístiques per recitar les poesies o tenir-les com a mitjà de vida, i ho feien dintre de la seva regió.
En canvi, els joglars portaven una vida ambulant i el seu treball (interpretar les poesies trobadoresques) el feien fora de la seva regió o al carrer, o anaven a una altra regió. Això era bo, ja que així facilitaven la comunicació entre una regió i una altra i la transmissió de les notícies.
El tema més recurrent era la història d'un cavaller enamorat d'una dona casada. Els marits també es deien "gilós" tot i que el tema també podia ser fúnebre. Els poemes d'amor eren anomenats "amor cortès" perquè el consideraven un amor impossible. Era una poesia entesa per tothom perquè era la llengua que es parlava al carrer. La millor època van ser els segles XI, xii, xiii. Per recitar aquestes poesies el joglar utilitzava senyals, que era la forma que la dama i l'enamorat s'entenien, i així el marit o qualsevol altra persona no s'adonava de tot allò que tractava la poesia.
La literatura trobadoresca és integrada per un corpus d'unes 2.500 poesies escrites durant els segles xii i xiii. Una part important dels poetes provenia del territori occità (Gascunya, Llenguadoc, Provença, Alvèrnia i Llemosí) tot i que també existiren famosos trobadors catalans o italians. La poesia trobadoresca a la qual accedim mitjançant la lectura, no fou concebuda per ser llegida sinó per ser escoltada.
Durant el segle xiii es van escriure els primers tractats poètics en occità, com ara las Leys d'Amors perquè els trobadors formessin les seves normes i regles de tipus gramatical i versificatori.
Hi ha diverses raons per les quals s'inclou l'estudi dels trobadors dintre de la història de la literatura catalana malgrat que són poetes que escriuen en una llengua que no era la pròpia de Catalunya: La poètica dels trobadors, que sorgeix al sud de França a finals del segle xi, afecta també Catalunya i el nord d'Itàlia conformant una literatura d'una unitat notable, en un moment, a més, en què les diferències entre el provençal, la llengua de la poesia trobadoresca, i el català eren relativament poc importants. Ja en la plenitud de la seva producció literària -segle xiv i part del segle XV- a Catalunya, un mateix escriptor feia servir el provençal, si es vol cada vegada més catalanitzat, en la seva obra poètica i el català en la prosa. Aquesta situació perviu fins Ausiàs March -primera meitat del segle xv. Per acabar, la tradició literària dels trobadors encara té vigència en part de la poesia del segle xx, tant pel que fa als aspectes formals com de contingut i és, sense dubte, una de les bases més importants de la lírica catalana.

### La inclusió dels trobadors dins la literatura catalana
La poesia trobadoresca està vinculada a l'origen de la poesia culta catalana de l'edat mitjana, basant-se en dues raons, entre moltes que es van poder establir. D'una banda els primers poetes catalans que van escriure amb intenció literària, donant un valor estètic a les seves creacions, ho van fer seguint el corrent literari del moment, la poesia trobadoresca, una poesia culta i profana creada pels trobadors del sud de França. Aquest tipus de poesia, pel seu origen s'utilitzava com a llengua vehicular el provençal, llengua que van adoptar els poetes catalans per a les seves obres, pel gran prestigi que tenien tant aquest tipus de poesia, com els seus autors a l'altra banda dels Pirineus que es va deure als llaços econòmics, culturals i polítics que existien entre els dos vessants dels Pirineus. Pel que durant els segles xii i xiii, es considera que els trobadors catalans formaven part de la literatura provençal, adoptant les seves característiques literàries pel que fa a formes mètriques, estils i temes. L'ofici de trobador va ser ben considerat i s'han pogut reconèixer al voltant d'una vintena de trobadors catalans nascuts en aquesta època, dels quals podem destacar a Guillem de Berguedà, Guillem de Cabestany i Guillem de Cervera que usava el pseudònim de Cerverí de Girona, tots ells amb bona formació.
A mitjan segle xiii es va viure la Revolució Comercial, amb grans transformacions econòmiques i socials, que van fer que la burgesia adquirís major rellevància en la societat catalana, i alhora la literatura en llengua catalana va anar agafant més força. Durant el s. XIV, molts autors catalans feien ús del català per escriure en prosa, però seguien utilitzant el provençal cada vegada més catalanitzat per desenvolupar la seva poesia, a causa que l'aristocràcia, encara seguia aferrant-se als esquemes poètics trobadorescos; encara que els temes i les tècniques van ser evolucionant influenciats per la poesia burgesa italiana. No va ser fins a començaments del s. XV quan la provençalització va desaparèixer completament de l'àmbit literari i lingüístic, iniciant-se pròpiament la poesia catalana de la mà d'Ausiàs March, un dels seus més grans poetes catalans.

### Estils de poesia trobadoresca
- Trobar lleu: Poesia senzilla i entenedora on el trobador ens mostra la cançó com una necessitat biològica, una inspiració passional, i diu que només si estàs enamorat pots compondre i cantar.
- Trobar clus: Poesia hermètica, difícil d'entendre perquè hi predominen les idees sobre aspectes concrets de la societat feudal, expressades amb un lèxic ple de metàfores, perífrasis, antítesis, al·legories o enigmes.
- Trobar ric, prim, car o sotil: Poesia culta en la forma : plena d'artificis verbals i mètrics i de moltes imatges plàstiques. Tot això li transfereix una gran musicalitat.

Al segle xii van aparèixer les segones mostres de lírica culta fetes en llengua occitana. La lírica culta era una poesia creada a les corts del reis i dels grans senyors feudals, creada pels trobadors. Estava escrita en occità o provençal.

## Característiques
La poesia trobadoresca és un gènere literari que es va desenvolupar entre els segles XI i XIII a Occitània, al sud de França. Escrita en llengua occitana o llengua d’oc, va tenir una gran influència en la literatura europea posterior, especialment en les tradicions catalanes, italianes i franceses. Aquesta poesia es caracteritza per una gran sofisticació formal i per una temàtica principalment amorosa, coneguda com a amor cortès.
Una de les característiques més destacades de la poesia trobadoresca és la seva vinculació amb el context feudal i cortesà. Els trobadors eren, generalment, membres de la noblesa o persones cultes vinculades a les corts, i componien els seus versos per ser interpretats per ells mateixos o per joglars. La poesia trobadoresca estava pensada per ser cantada i anava sovint acompanyada de música.
El tema central d’aquesta poesia és l’amor idealitzat, també conegut com amor cortès. Aquest amor s’expressa com una relació de submissió del trobador envers una dama noble, sovint casada i de posició social superior. El trobador es presenta com un servidor fidel que pateix per amor i que busca la gràcia de la dama amb lloances, obediència i constància. Aquesta concepció de l’amor reflecteix les estructures feudals de l’època, adaptades a l’àmbit sentimental.
Pel que fa a la forma, la poesia trobadoresca destaca per la seva riquesa mètrica i formal. S’utilitzaven estrofes regulars, rimes consonants i una gran varietat de formes poètiques. Les més habituals eren la canso (poema líric d’amor), el sirventès (de caràcter satíric o polític), l’alba (comiat d’amants a l’alba), la pastorela (diàleg entre un trobador i una pastora) i la tensó (disputa poètica entre dos trobadors).
Finalment, cal destacar que la poesia trobadoresca no només va establir els fonaments de la poesia lírica medieval, sinó que també va difondre un nou model de relació amorosa, més refinada i espiritualitzada, que tindria una gran repercussió en la cultura literària occidental.

## Context històric
La poesia trobadoresca va néixer al segle XI a la regió d’Occitània, situada al sud de l’actual França. Aquest territori estava format per diversos comtats i ducats independents, amb una cultura pròpia i una gran riquesa feudal i cortesana. Les corts occitanes eren centres de poder, refinament i cultura, on es valorava molt l’art, la música i la poesia.
Durant aquest període, Europa vivia en plena edat mitjana feudal. La societat estava jeràrquicament estructurada: reis, nobles, cavallers, clergat i pagesos. En aquest món feudal, el vasallatge era una relació bàsica: el vassall servia fidelment el seu senyor a canvi de protecció i terres. Aquesta estructura influencià fortament la concepció de l’amor cortès, on el trobador esdevé vassall de la dama i li mostra devoció i submissió.
El segur ambient de les corts nobles afavorí el desenvolupament d’una literatura refinada, adreçada a un públic culte. La poesia trobadoresca va sorgir, doncs, com una expressió artística pròpia d’una classe social elevada, i combinava formes artístiques cultes amb temes amorosos idealitzats.
A més, durant aquest període es produí una notable expansió del cristianisme, amb valors espirituals i ideals morals que també influïren la visió de l’amor com a força noble, sovint lligada a la virtut, el sacrifici i la contemplació.
La cultura dels trobadors es va estendre ràpidament per altres regions d’Europa, especialment a Catalunya, el nord d’Itàlia i Alemanya, gràcies a l’estabilitat de les corts i al prestigi que aquesta forma de poesia adquirí. No obstant això, aquest floriment cultural es va veure interromput a mitjan segle XIII amb la croada contra els càtars (o croada albigesa), promoguda per la monarquia francesa i l’Església. Aquesta guerra religiosa va devastar Occitània i va posar fi a la seva autonomia política i esplendor cultural.

## Gèneres
Pel que fa als gèneres trobadorescos, cal distingir entre les composicions d'art major (de més de vuit síl·labes per vers, com la cançó o el sirventès), les d'art menor (menys de vuit síl·labes per vers, com el plany, la pastorel·la, l'alba i la tençó) i alguns subgèneres (com la cançó de croada, la balada i la dansa, entre d'altres).
- Canso (cançó): És el gènere principal i de més prestigi de la lírica trobadoresca. Es tracta del gènere amorós i occità per excel·lència. Manifesta els sentiments amorosos del trobador cap a la dama. El tema solia ser l'amor cortès. La cançó exigia una gran dignitat de llenguatge i una melodia original. A la tornada final figurava el senhal, pseudònim poètic de la persona a qui s'adreçava la peça.[3]
- Sirventés (Sirventès): Satírica i de temàtica de denúncia, expressa sentiments de rebuig i odi a l'enemic del trobador, així com conflictes polítics, bèl·lics o morals, entre d'altres.[4]
- Planh (plany): Lament fúnebre per la mort d'una persona, que solia ser un senyor feudal -el destinatari- que en vida havia protegit el trobador.
- Alba: Tristesa pel comiat dels enamorats a l'alba després d'haver passat la nit plegats.[5] Aquesta situació s'ha d'entendre dins del concepte de l'amor cortès. Així doncs, la dama és casada i la separació es produeix per la por de ser sorpresos pel marit. Per evitar la sorpresa durant la nit, els enamorats tenen una persona, normalment un amic de l'enamorat, que fa l'ofici de vigilant (gaita). La diferència amb la cançó és que l'alba presenta a l'amant i a la dama en la realització carnal de l'amor, sense que ell hagi de fer el paper de suplicant ni ella el de desdenyosa. Existeix un altre tipus d'alba en què el poeta expressa el seu anhel que arribi aviat el dia. Aquesta modalitat està relacionada amb l'alba religiosa on el fet amorós té un contingut sacre, i on l'alba simbolitza la glòria del cel, la gràcia o, fins i tot, la Verge Maria, i la nit, el pecat.
- Pastorèla (pastorel·la): Conversa amorosa d'un trobador i una pastora ambientada al món rural. El trobador normalment sol ser rebutjat. Aquest gènere va esdevenir tradicional i va arribar per transmissió oral fins al segle xviii.
- Balada: Composició per a cor i solista (on el cor canta el refrany). És apta per ser ballada.
- Dansa: Té característiques religioses, solen estar dedicades a la Mare de Déu i tenir un refrany i tres cobles.
- Canso de crozada (cançó de croada, viadeira, viandela o cant de camí): Inciten l'honor i el coratge als joves cavallers per anar a lluitar.
- Tenso (tençó): Discussió o debat entre trobadors en què critiquen diferents maneres de trobar. Si arribava a passar realment, es convertia en un encreuament de poemes entre els trobadors implicats i aleshores rebia el nom de joc partit.
- Ensenhament o ensenyament: Composició a través de la qual el trobador ensenya al joglar com ha de trobar a través dels seus versos.
- Maldit: Poesia d'odi del trobador vers la dama.